# Schoeneck
|  | Aquest article tracta sobre la localitat de Pennsilvània. Si cerqueu el municipi francès, vegeu «Schœneck». |

Schoeneck és una comunitat no incorporada i un lloc designat pel cens (CDP) al township de West Cocalico, al Comtat de Lancaster (Pennsilvània), Estats Units. El nom Schoeneck és una corrupció de la frase neerlandesa de Pennsilvània "Schoenes Eck", que es tradueix com a "bonic racó". En el cens del 2010 tenia 1.056 habitants.
Schoeneck és al nord-est del comtat de Lancaster, a la part sud del township de West Cocalico. També és a 5 milles (8 km) al nord d'Ephrata i 18 milles (29 km) al nord-est de Lancaster, la seu del comtat. Segons l'Oficina del Cens el CDP de Schoeneck té una superfície de 3.1 milles quadrades (8.1 km2) de les quals 0.03 milles quadrades (0.08 km2) - un 0,96% - són cobertes per les aigües.
Schoeneck està inclòs al districte escolar de Cocalico. L'escola primària Schoeneck, amb una presència de llarga data a Schoeneck, va tancar el juny de 2011. Els estudiants de Schoeneck ara atenen a l'escola primària de Denver.

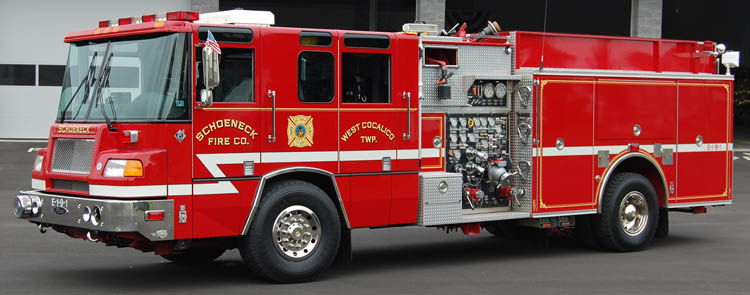
Camió de bombers de Schoeneck 1-9-1. Schoeneck és la seu de la Companyia de Bombers Voluntaris de Schoeneck.